# Gaston Durville
Gaston Durville (1887 — 1971) foi um médico francês que foi um dos iniciadores do nudismo na França durante o período entreguerras.

## Biografia
Gaston Durville é filho do ocultista Hector Durville. Em 1911 ele defendeu sua tese intitulada "A hipnose estudo etiológico", mas movendo-se rapidamente em direção naturismo e Higienismo. Antes de 1914, ele criou um Institut de médecine naturelle (Instituto de Medicina Natural) em Paris. Ele cria a revista A vida sábia em 1924.
Com seu irmão André Durville, fundou o Société naturiste (sociedade naturista), em 1927. Em seguida, ambos criam o campo naturista Physiopolis na Ilha Platais em Villennes-sur-Seine (Paris), em 1928 e a de Heliópolis, em 1930, na Île du Levant
 (uma das ilhas Hyères).
Ele teve um filho, que também se tornou médico, Jacques Durville (1918-?).

## Trabalho
- Les Maladies sexuelles, Paris, editado por Henri Durville, 1921.
- Les Maladies de la circulation, Paris, editado por Henri Durville, 1921.
- La Cure naturiste, Paris, editado por Henri Durville, 1921.
- L’Art de vivre longtemps.
- La Cuisine saine, juntamente com André Durville.
- L’Art d'être heureux, juntamente com André Durville.
- La Cure mentale, juntamente com André Durville.
- La Cure végétale, juntamente com André Durville.